# William Rainy
William Rainy (ur. ok. 1819, zm. 1878) – sierraleoński prawnik.

## Życiorys
Urodził się na Karaibach. Do Sierra Leone przybył w latach 40. XIX wieku, z terenów obejmujących współczesną Dominikanę. Początkowo pracował w kolonialnym wydziale celnym. Następnie wyjechał do Wielkiej Brytanii, gdzie podjął studia prawnicze. Po powrocie do Sierra Leone otworzył prywatną praktykę prawniczą (1850). Zdobył znaczną popularność w stołecznym Freetown zajmując się sprawami związanymi z rasizmem, szczególnie jeśli dotyczyły one urzędników europejskiego pochodzenia. W jednej z nich kolonialny chirurg Robert Bradshaw został zmuszony do zapłacenia 30 funtów w ramach ugody pozasądowej. W 1865 własnym sumptem opublikował broszurę The Censor Censured: or, the Calumnies of Captain Burton (Late Her Majesty’s Consul at Fernando Po) on the Africans of Sierra Leone. W publikacji tej ostro krytykował Richarda Francisa Burtona, brytyjskiego dyplomatę, odkrywcę i etnografa. Punktował jego wypełnione rasistowskimi stereotypami publikacje. Wskazał ponadto, że nadużył on swych uprawnień konsularnych, odnosząc korzyść materialną ze sprzedaży łodzi. Zarzut ten odbił się szerokim echem. Brytyjskie ministerstwo spraw zagranicznych wszczęło w tej sprawie postępowanie sprawdzające, następnie zaś zawiesiło wypłacanie Burtonowi pensji do czasu pokrycia spowodowanych przez niego strat.
Rainy występował także przeciwko władzom kolonialnym, uciekając się jednak tylko do umiarkowanych, dostępnych w granicach prawa środków. Obejmowały one choćby zbiórki podpisów pod petycjami. Publikował liczne artykuły w sierraleońskiej prasie, wykorzystując je do ataków na swych przeciwników i krytyków. Był pierwszym sierraleońskim delegatem na Konferencję Antyniewolniczą w Paryżu (1867). Rząd francuski, w uznaniu dla jego pracy z Francuzami korzystającymi z usług prawnych w Sierra Leone, przyznał mu medal.
Rainy znany jest także jako założyciel oddziału Towarzystwa Antyniewolniczego we Freetown.